# San Sebastian (Film)
San Sebastian ist ein Italowestern von Henri Verneuil aus dem Jahr 1967, basierend auf dem 1962 geschriebenen Roman A Wall for San Sebastian von William Barby Faherty. In Deutschland erschien der Film auch unter dem Titel Die Hölle von San Sebastian.

## Handlung
Outlaw Alastray wird auf der Flucht vor Regierungstruppen vom gutmütigen Priester Joseph aufgenommen. Als bekannt wird, dass Joseph dem Gesuchten Unterschlupf gewährt, verliert er seine Stelle und macht sich mit dem als Mönch verkleideten Alastray auf den Weg in eine andere Stadt. Kurz vor einem verlassen wirkenden Ort wird Joseph aus dem Hinterhalt erschossen. Die Bürger halten Alastray für den Priester und bitten ihn, in ihrer Gemeinde tätig zu werden. Widerwillig und um seine Tarnung nicht auffliegen zu lassen spielt Alastray mit. Es stellt sich heraus, dass die ansässige Gemeinde von einer Gruppe von Indianern unter Führung des Halbbluts Teclo terrorisiert wird. Alastray hilft den Bewohnern, sich gegen die Indianer zu verteidigen. Es kommt zu einer Entscheidungsschlacht.

## Kritik
Joe Hembus schrieb in seinem Western-Lexikon: „Der einzige Western von Henry Verneuil und neben Robert Hosseins Friedhof ohne Kreuze Frankreichs einziger Beitrag zum europäischen Western. Anthony Quinn legt soviel Monumentalität in sein Spiel, als wolle er den ganzen übrigen Aufwand überflüssig machen.“ Das Lexikon des internationalen Films fand den Film unterhaltsam; Vincent Canby beklagte, die sequentielle Abfolge der Szenen sei so schematisch, dass ihre Gesamtheit sogar weniger sei als die durchaus teilweise spannenden Einzelteile.